# HD 45364 b
HD 45364 b هو كوكب خارج المجموعة الشمسية يبعد 107 سنة ضوئية يتبع كوكبة الكلب الأكبر.